# Fours à chaux des Gravelets
Les fours à chaux des Gravelets est un ancien ensemble industriel de fours à chaux situés à Montmartin-sur-Mer, dans le département de la Manche, en région Normandie. Le site est inscrit au titre des monuments historiques depuis 1996.

## Localisation
Les fours sont situés aux lieudits les Carrières et les Pièces du Fourneau

## Historique
Les fours à chaux sont construits au XIXe siècle et cessent toute activité après 1914.
Un arrêté du 5 mars 1996 inscrit les fours au titre des monuments historiques.